# Жуань Юй
Жуань Юй (*阮瑀, бл. 165 —212) — китайський поет часів династії Східна Хань, один з провідних представників поетичної течії Цзяньань-фенг (Цзяньаньска поезія), входив до плеяди Цзяньаньци-цзи («Сім цзяньаньских мужів»).

## Життєпис
Походив з роду чиновників та вчених. Народився у м. Ченьлю (сучасне м.Кайфен, провінція Хенань). Був учнем відомого свого часу літератора Цай Юна. Заслужив репутацію людини, що володіє неабиякими природними здібностями і найвищими моральними якостями.
Цао Цао особисто запросив його до себе на службу. Але коли той відмовився і спробував сховатися в лісі, всемогутній канцлер наказав підпалити його укриття. Надалі Жуань Юй займав низку високих посад в адміністрації Цао Цао і входив в число його найближчих довірених осіб. Він відав організацією офіційних обрядових церемоній, літописними записами, складанням офіційних паперів.
Вважається, що він помер від страху покарання за те, що випадково накликав на себе гнів сина Цао Цао — Цао Пі. Його син Жуань Цзі став також відомим поетом.

## Творчість
З доробку Жуань Юя збереглося 14 віршованих творів, з яких 2 складені у жанрі юефу), 1 — у жанрі оди-фу «Чжи юй фу» («Ода про стримування бажань»), яка збереглася повністю, 3 фрагменти од-фу.
Найвідомішим є юефу «Цзячу бейго мень сін» («Виїжджаю з Північних міських воріт»). За формальними ознаками воно нічим не нагадує зразки пісенного фольклору: текст обсягом 24 рядки написаний строгим п'ятісів'ям (по 5 ієрогліфів в рядку) розміром і має чітку систему рими (юнь). Проте за змістом — це варіації на тему двох стародавніх пісень (юефу міньге) «Шанлютянь» і «Гу ер сін» («Сирота») — обидві з яскравими соціальними мотивами.
Цікавим юефу є «Цінь ге» («Пісня під музику цитри») — твір парадно-церемоніального характеру, що було створено за наказом Цао Цао для виконання під час урочистостей на честь чергової здобутої ним перемоги.
Інші вірші — панегірик «Гун янь» («Бенкет князя»), цикл «Юн ши» («Уславлюю історію»), а також «Ці ай ши» («Вірші про сім прикращах»), «Інь ши» («Сховався від світу»), «Ку юй» («Скорботний дощ»), «Юань ши» («Вірші про тугу»), «Ши тіши» («Вірші без назви»), центральний мотив яких — роздуми про тлінність буття і тривожні відчуття невідворотної смерті.